# Route 5 (Oman)
Die Route 5 oder kurz R5 ist eine Autobahn im Sultanat Oman. Die Autobahn führt von Al Aqar bis zur Grenze der Vereinigten Arabischen Emirate. Die R5 ist mit jeweils 2 und 2 Fahrspuren auf beiden Seiten als Autobahn ausgeschildert. Anstatt R5 ist die Bezeichnung „Al Aqar-Hatta Rd“ üblich.

## Verlauf
Die Route 5 beginnt am Al Aqar R/A. Vom Al Aqar R/A führt die Route 1 weiter nach Chatmat im Norden und nach Sohar sowie Maskat im Süden. Vom Al Aqar R/A führt die R5 durch eine karge Ebene beim Dorf Adschib vorbei. Weitere kleinere Siedlungen liegen weiter von der R5 entfernt. Nach 25 Kilometern ist die gedachte Grenzlinie zu den Vereinigten Arabischen Emiraten, der Grenzposten des Omans befindet sich rund fünf Kilometer vor der Grenze. Die R5 verläuft in den Vereinigten Arabischen Emiraten als E44 weiter. Nach 22 Kilometern endet die E44 und führt wieder als R5 in den Oman. An der E44 liegt die Stadt Hatta. Die Route 5 führt noch 20 Kilometer im Staatsgebiet des Omans weiter, bis sie schlussendlich in die E44, weiter nach Dubai, übergeht. An der R5 liegt keine Ortschaft, nur der Dschabal Rawda ist eine Landmarke an der faden Straße. Im Emirat Abu Dhabi ist Madam die nächste größere Ortschaft.

## Grenzstreitigkeiten
Immer wieder gibt es Unstimmigkeiten zwischen den Vereinigten Arabischen Emiraten und Oman, wer die Straße befahren darf. Meistens sind Touristen dann davon betroffen. Die normale Gebühr für die Durchfahrt eines Emirati kostet 35Dh.